# Болтуш
Болту́ш (мар. Полтыш) (ок. 1513 — предположительно 26 апреля 1553) — марийский князь, правитель Малмыжского княжества, один из известнейших персонажей марийской истории.

## Имя
Этимология имени происходит от марийского «полдыш» — пуговица.

## Биография
Военачальник луговых мари, возглавлявший борьбу с войсками Ивана Грозного в середине XVI века в период Первой черемисской войны. В 1552 году основал крепость Шанчара на реке Большая Кокшага (ныне Санчурск). Погиб при защите своей столицы Малмыж от пушечного ядра и был похоронен в кольчуге и с заколотым конём на вершине Болтушиной горы в Малмыже под руководством своего брата Токтауша. «Черемисы погребли его тело на высокой горе, которая поныне Болтушевой называется; и сим сохранена память имени сего владетеля» (Рычков 1772). По другой версии, «Болтуш был похоронен в лодке с медью в озере Тарелка, и эта лодка выходила из озера ночью, в 12 часов ровно. Этот клад можно было видеть, не мигая, не кашляя, не шевелясь и не говоря. А если убить человека и бросить в озеро, то она сама выйдет» (Худяков, «Легенды о могиле князя Болтуша»). «Раз в год, ночью, Полтыш выходит из могилы и смотрит на свои владения с того самого места, где на высоком, обрывистом берегу Шошмы приносились жертвы и где лежит жертвенный камень, весь почерневший от дыма. Вокруг священного костра собираются души погибших в бою».

## Семья
Его преемник — князь Ишко, младший брат — Токтауш, сын Токтауша — Паймас. Потомки Паймаса проживают до сих пор в Мари-Малмыже и носят фамилию Васильевы.
Согласно легенде жена Болтуша — Шошма (мар. «Весна»), увидев смерть мужа, бросилась с горы в реку, которая потом стала называться её именем. Однако, скорее всего, название реки дали праудмурты, проживавшие на Вятке до марийцев.

## Память
- С 1990 года в Республике Марий Эл в предполагаемый день смерти Болтуша, 26 апреля, официально отмечается День национального героя[2].
- В 2003 году Центром-музеем им. В. Колумба издана книга «Полтыш — князь черемисский. Малмыжский край»[3].
- 6 августа 2011 года на Болтушиной горе состоялось открытие памятника князю[4].